# Albert Berner
Albert Berner (* 12. Juli 1935 in Künzelsau) ist ein deutscher Unternehmer und Gründer der Albert Berner Deutschland mit Sitz in Künzelsau und der BTI Befestigungstechnik GmbH & Co.KG in Ingelfingen.
Er ging gemeinsam mit den Unternehmern Reinhold Würth und Gerhard Sturm zur Schule, bevor er seine Ausbildung zum Großhandelskaufmann in der Adolf Würth GmbH & Co. KG absolvierte.
1957 eröffnete er in Künzelsau mit einem Auto und 3.000 DM als Startkapital sein eigenes Schraubengeschäft und legte damit  den Grundstein der heutigen Albert Berner Holding.
Im Laufe von 40 Jahren baute er ein Unternehmen mit zahlreichen in- und ausländischen Tochtergesellschaften auf. Seit 1997 zog er sich weitestgehend aus dem operativen Tagesgeschäft zurück und führt sein Familienunternehmen seitdem aus dem Hintergrund.
1995 gründete Berner die Albert Berner-Stiftung, die sich für die Förderung von Kindern und Erwachsenen im sozialen, kulturellen und sportlichen Bereich in der Region Hohenlohe einsetzt.

## Ehrungen
- 1995: Verdienstkreuz am Bande der Bundesrepublik Deutschland
- 2004: Ritter der Ehrenlegion
- 2005: Verdienstkreuz 1. Klasse der Bundesrepublik Deutschland
- 2011: Verdienstorden des Landes Baden-Württemberg[1][2]
- 2012: Ehrenbürger der Stadt Künzelsau[3]